# Pont-l’Évêque (Oise)
Pont-l’Évêque – miejscowość i gmina we Francji, w regionie Hauts-de-France, w departamencie Oise.
Według danych na rok 1990 gminę zamieszkiwało 659 osób, a gęstość zaludnienia wynosiła 583 osoby/km² (wśród 2293 gmin Pikardii Pont-l’Évêque plasuje się na 426. miejscu pod względem liczby ludności, natomiast pod względem powierzchni na miejscu 1144.).